# Twedt (Flensburg)
Twedt (dänisch: Tved) ist ein Ort der Stadt Flensburg sowie eine ehemalige Landgemeinde im Kreis Flensburg-Land. Die Landgemeinde wurde am 1. Mai 1910 nach Flensburg eingemeindet. Die Keimzelle der Landgemeinde Twedt, das alte Dorf Twedt, liegt etwa 4 km östlich der Flensburger Altstadt im Stadtteil Engelsby.
Twedt darf nicht mit der heutigen namensgleichen Gemeinde Twedt im Süden des Kreises Schleswig-Flensburgs verwechselt werden.

## Geschichte

### Ursprung als Bauerndorf
Der Name Twedt bezeichnet einen Ort in Waldesnähe. Orte gleichen Namens sind Twedt bei Tolk in Südangeln, Tved (deutsch: Twedt) im Landkirchspiel Tønder Sogn und Tved (Twedt) im Kirchspiel Dalby im Süden der Stadt Kolding. Welcher Wald gemeint war, ist jedoch unklar. Die nächstgelegenen Wälder sind heutzutage das Weesrieser Geholz und der Tremmeruper Wald.
Twedt war ein kleines altes Bauerndorf, das nie aus mehr als vier Höfen bestand. Es gehörte zum Kirchspiel Adelby im Westen der Husbyharde im Amt Flensburg, das bei allen Landesteilungen im Herzogtum Schleswig zwischen 1490 und 1721 immer beim königlichen Anteil verblieb. Trögelsby war noch Anfang des 15. Jahrhunderts ein Adelshof im Besitz des Peter Lund. Dessen Töchter teilten den Hof jedoch, und beide Stellen wurden schließlich der Flensburger Marienkirche übertragen, die ihre eigene Gerichtsbarkeit ausübte. Dies galt auch für das Flensburger Hospital, in dessen Besitz sich der Nachbarhof Vogelsang und die Kate Blocksberg bei Kauslund befanden.
Die Katendörfer Wasserloos (dänisch Vandløs, süderjütisch Wainlos, niederdeutsch Waterlöck) und Kauslund (dänisch Kavslund) entstanden spätestens im 16. Jahrhundert als Ausbauten von den Twedter Höfen. Auch das noch ältere Kätner- und Fischerdorf Twedter Holz war von Twedt aus gegründet worden, löste sich jedoch früh von diesem und bildete bis 1910 eine selbständige Gemarkung. Ab 1871 war Twedt eine Landgemeinde. Nach wie vor dominierte die Landwirtschaft, wobei Wasserloos auch als Standort mehrerer Gärtnereien bekannt wurde. Bereits in den 1840er Jahren wurde die Flensburg-Glücksburger Chaussee ausgebaut, an welcher Wasserloos und Kauslund lagen. Letzteres wurde 1885 Station der Kreisbahn nach Glücksburg und Kappeln.

### Eingemeindung nach Flensburg 1910
Die Gemarkung, ab 1871 Landgemeinde Twedt, umfasste bis zu ihrer Eingemeindung nach Flensburg 1910 ein Gebiet von 578 Hektar. Neben dem kleinen Zentraldorf gehörten noch die kleinen Katendörfer Wasserloos knapp nördlich desselben und Kauslund weiter östlich sowie südöstlich vom Dorf die Höfe Vogelsang und Trögelsby zur Gemeinde, ferner einzelne Häuser wie das 1841 erstmals erwähnte Solitüde, die weit im Norden nahe der Flensburger Förde lagen und baulich eher mit damaligen Nachbargemeinde Twedter Holz zusammenhingen. In der Kaiserzeit entstanden einzelne Häuser an der Grenze zur Nachbargemeinde Engelsby und Verlängerung des Katendorfes Windloch (dänisch Vejrgab).
1910 erfolgte die Eingemeindung nach Flensburg, doch im Vergleich zu den westlichen Nachbardörfern bewahrte Twedt viel länger seine ländliche Prägung. Erst nach dem Zweiten Weltkrieg entstanden größere Wohngebiete neben den alten Wohnplätzen. Trögelsby, Vogelsang und Kauslund wurden erst nach der Jahrtausendwende städtebaulich mit der Stadt verbunden.
Nachbargemeinden waren bis 1910: Twedter Holz, Engelsby, Fruerlund, Tarup, Rüllschau, Wees und Munkbrarup (mit Meierwik). Die drei erstgenannten wurden ebenfalls 1910, Tarup hingegen 1974 Teil der Stadt Flensburg. Im Norden stieß die Gemeinde bei Solitüde an die Flensburger Förde.

### Gegenwart
Die Landgemeinde Twedt ging im neuen Stadtteil Mürwik auf. Ein eigener Stadtteil oder Stadtbezirk Twedt existiert nicht. Die Ursprünge des alten Twedt liegen aber heute in Engelsby. In Mürwik, zu dem das aus Twedt aus gegründete Twedter Holz gehören, erinnern zudem jedoch noch einige Platz- und Straßennamen an die Twedt oder auch Twedter Holz, wie der Twedter Plack (das heutige Zentrum des Stadtteils Mürwik, ein Stadtteilzentrum mit Gewerbe und Wochenmarkt), Twedter Mark (ehem. Ackerland), Twedter Holz oder der Twedter Berg. Die 1953 auf Kosten der Kreisbahn errichtete Nordstraße gilt heute als Grenze zwischen den Stadtbezirken Engelsby und Mürwik, weshalb das ursprüngliche Twedt von Mürwik separiert zu Engelsby gehört.
Der Name Twedt bezeichnet heutzutage nur noch die dorfähnliche Straße Twedt und die dort liegenden alten Höfe. Außerdem liegt in Twedt auch noch ein kleiner Park. Er entstand nach dem Abriss eines der alten Bauernhäuser von Twedt. Die Geländeaufteilung des Hofes blieb im Großen und Ganzen erhalten. Dieser „Twedter Park“, mit einer Größe von 0,8 Hektar, wurde am 6. Juni 1984 offiziell eingeweiht und erhielt den Namen Bürgerpark Twedt. Twedt wurde mit dem Flensburger Landschaftsschutzgebiet Vogelsang zusammen unter Schutz gestellt. Zudem wurden viele der alten Bäume Twedts als Naturdenkmale der Stadt Flensburgs eingetragen. In Twedt befindet sich heute eine größere Anzahl von Pferdeställen. Der Flensburger Reitclub Engelsby/Twedt e. V. hat dort seine Heimat. An der Merkurstraße am Bürgerpark Twedt befindet sich die Bushaltestelle Twedt, von der die Busse zum Twedter Plack fahren. Auf der anderen Seite befindet sich die zweite Twedter Bushaltestelle, von der die Fahrgäste Richtung Flensburger Innenstadt und Richtung Weiche fahren können.

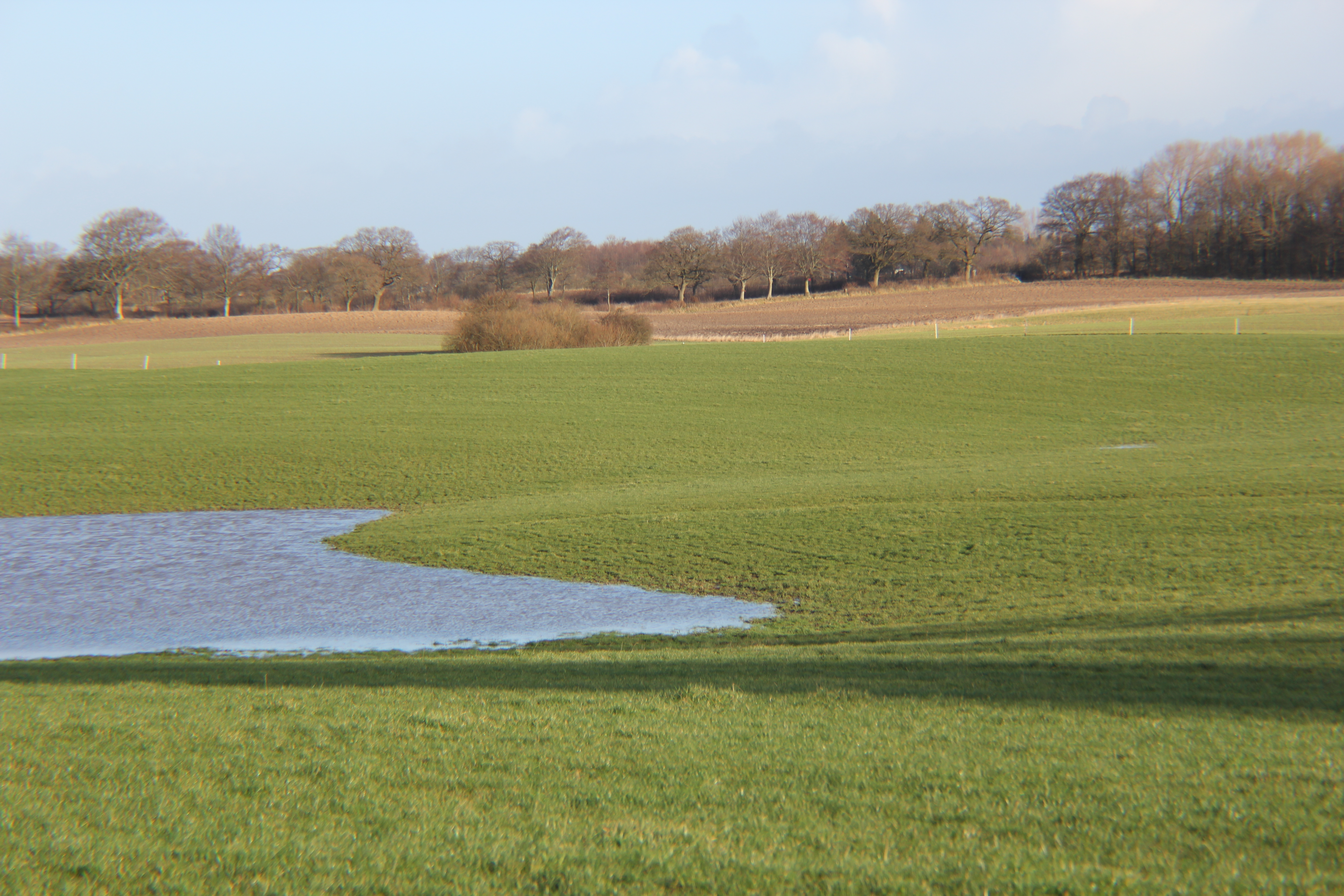
Die Felder und Koppeln am Rande von Twedt des Gebietes Vogelsang im Jahr 2013

## Söhne und Töchter von Twedt
- Ernst Jessen (* 1859; † 1933), Zahnarzt und Privatdozent nach dem der Ernst-Jessen-Weg benannt wurde, der vom ursprünglichen Windloch rein nach Twedt führt.
- Theodor Petersen, ehemaliger Gemeindevorsteher von Twedt, der 1909 für Twedt den Vertrag zur Eingemeindung unterschrieb. Nach ihm wurde der Theodor-Petersen-Weg benannt.